# Luxair
Luxair (фр. Luxair Société Luxembourgeoise de Navigation Aérienne SA) — національний авіаперевізник Великого Герцогства Люксембург. Авіакомпанія виконує регулярні перевезення в 50 пунктів призначення в Європі, Північній Африці, Середземномор'ї і на Близькому Сході; крім того, виконуються чартерні та літні сезонні рейси. Штаб-квартира компанії знаходиться на території головного аеропорту країни в комуні Сандвейлер. Базовим для авіакомпанії є Міжнародний аеропорт Люксембург-Фіндел.

## Історія
Прабатьком Luxair була заснована в 1948 році Luxembourg Airlines Company. Luxair була заснована 1961 для задоволення зростаючого попиту на пасажирські авіаперевезення між Люксембургом і іншими європейськими країнами.
У 1962 році Luxair почала польоти за маршрутом Люксембург — Париж на літаку Fokker F27. До 1967 році флот Luxair складався з трьох таких літаків і одного Vickers Viscount. Пізніше він був списаний внаслідок авіапригоди 1969 року і замінений в 1970 році реактивним літаком Caravelle, побудованому Sud Aviation в Тулузі. У 1970 році Luxair була одним із співзасновників нової люксембурзької вантажної авіакомпанії Cargolux. Перше судно від корпорації Boeing (Boeing 737-200) прийнято в експлуатацію в 1977 році. З роками, Luxair вводив у свій флот нові реактивні літаки Boeing 747SP (для рейсів в ПАР), Boeing 737-400 і Boeing 737-500; також були прийняті в експлуатацію турбогвинтові Fokker 50 і реактивні літаки бразильського виробника Embraer. З метою перетворення всього флоту в реактивний, останній Fokker 50 був виведений з експлуатації в квітні 2005 року.
У березні 2003 року Luxair замовив два нових Boeing 737-700 для заміни старих літаків Boeing. Перший з літаків був доставлений 18 лютого 2004 року; третє судно було замовлено в серпні 2003 року і доставлений в січні 2005 року.
Мавший в останні кілька років зростання цін на авіапаливо поставив регіональні авіакомпанії, що мають у парку реактивні судна, в складне фінансове становище. Для зниження витрат Luxair вирішила повернути турбогвинтові літаки в експлуатацію. У червні 2006 року вона підписала контракт з канадською авіабудівною компанією Bombardier на три Dash 8-Q400 і ще три опціону. Останній з цих літаків був доставлений у вересні 2007 року. В доповнення були замовлені два Q400s. Очікується, що в 2010 році п'ятий літак поповнить парк Luxair.

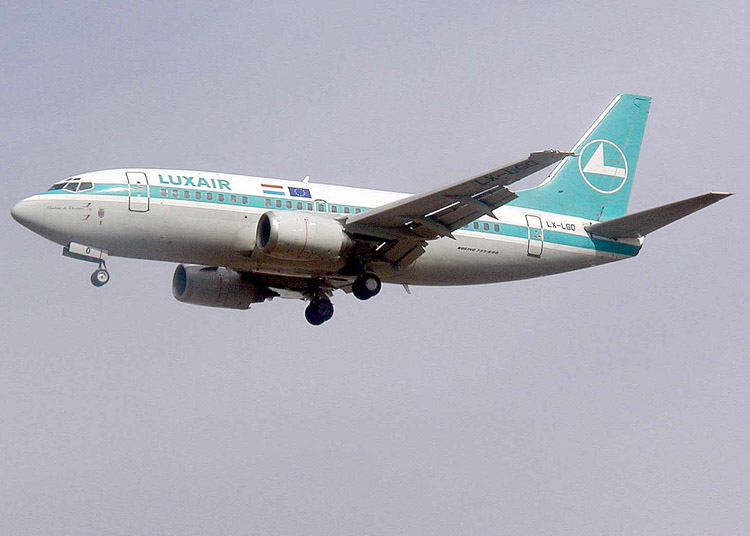
Boeing 737-500 в старому розфарбуванні

У жовтні 2008 року Luxair вирішила розмістити замовлення на свій перший Boeing 737-800. Цей більш місткий літак замінить Boeing 737-500.
Власники компанії: Уряд Люксембургу (23,1 %), Banque et Caisse d'épargne de l'état (13,4 %), Luxair Group та інші (13,2 %), Dexia/BIL (13,1 %), Lufthansa (13 %), Banque Generale du Luxembourg — BGL (12,1 %) і Panalpina World Transport (12,1 %). В ній працювало 2210 працівників (на березень 2007 року).
Luxair отримала нагороду як найпунктуальніший регулярний перевізник аеропорту Лондон-Сіті" за підсумками 2008 року.

## Флот

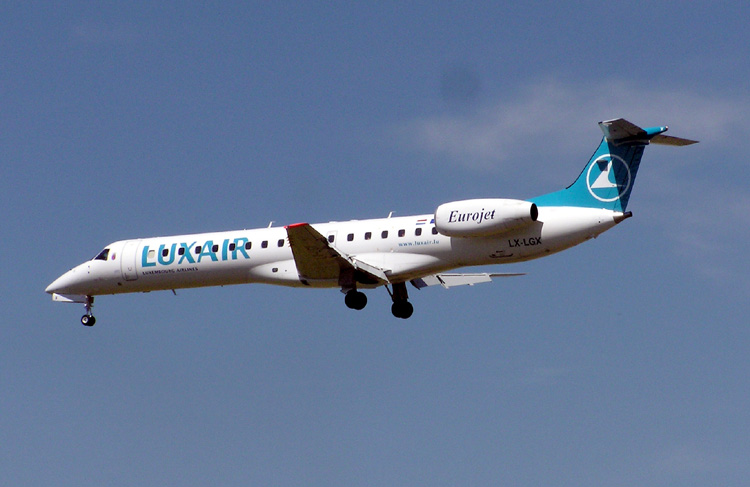
Embraer ERJ 145 в старому розфарбуванні

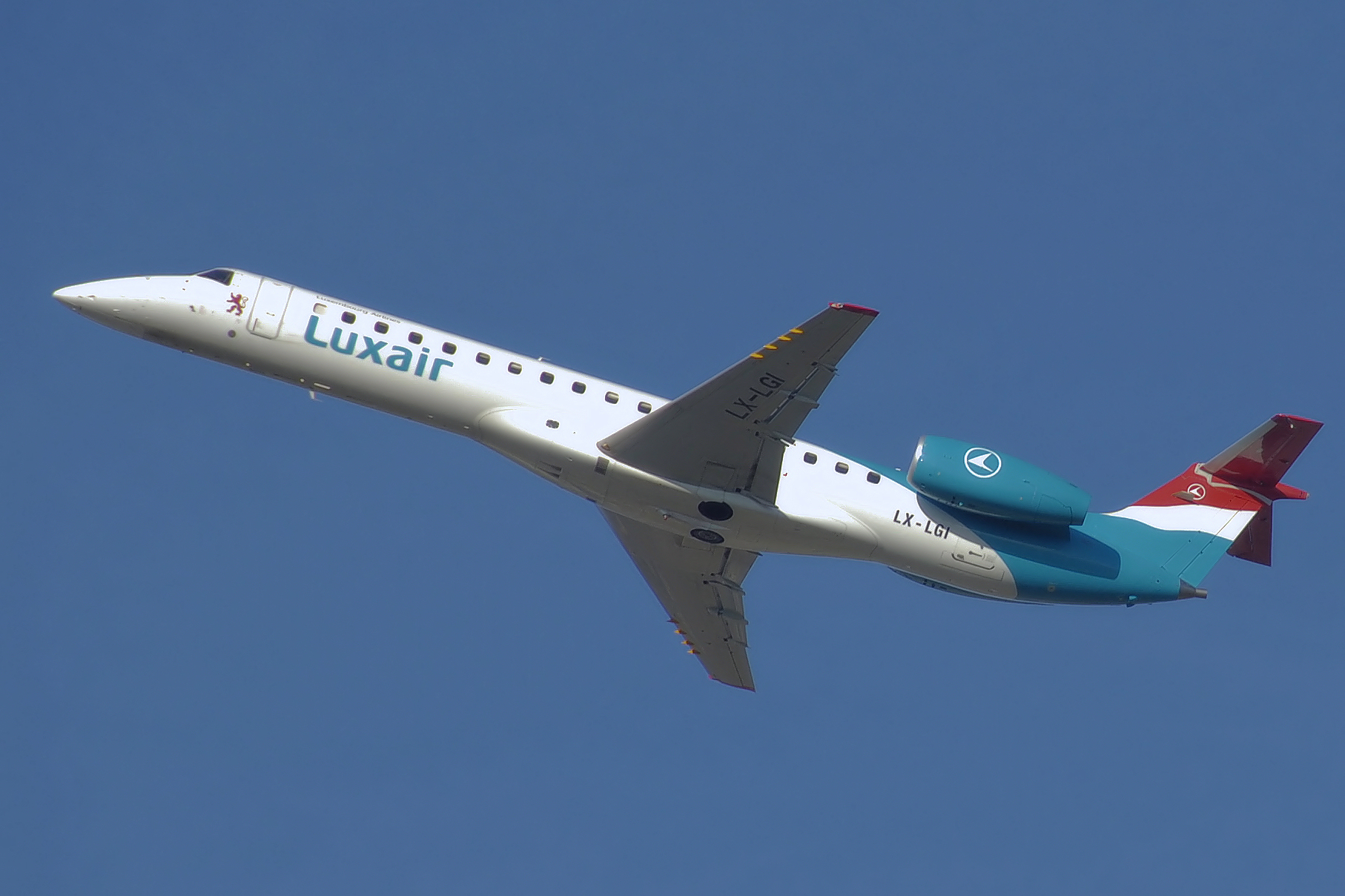
Embraer ERJ 145 в сучасному розфарбуванні

Флот Luxair fleet на лютий 2010 року мав у своєму складі:
На лютий 2010 року середній вік літаків компанії був 6,3 року.

## Події
- 22 грудня 1969 року літак Vickers Viscount (бортовий номер LX-LGC), що прибував з Франкфурта при складних метеоумовах, потрапив у сніговий горбок на злітно-посадковій смузі в люксембурзькому аеропорту. Ніхто не загинув, але літак не підлягав відновленню, і був списаний в травні наступного року[9].

- 6 листопада 2002 літак Fokker 50 (бортовий номер LX-LGB), що летів з Берліна, впав у полі біля села Нідеранвен під час наближення до люксембурзького аеропорту. Загинули 18 з 19 пасажирів і 2 з 3 членів екіпажу. На сьогоднішній день, це перше і єдине пригода зі смертельним результатом в Luxair.